# العلاقات التونسية المولدوفية
العلاقات التونسية المولدوفية هي العلاقات الثنائية التي تجمع بين تونس ومولدوفا.

## مقارنة بين البلدين
هذه مقارنة عامة ومرجعية للدولتين:
| وجه المقارنة                                              | تونس                                       | مولدوفا                           |
| --------------------------------------------------------- | ------------------------------------------ | --------------------------------- |
| المساحة (كم2)                                             | 163.61 ألف                                 | 33.85 ألف                         |
| عدد السكان (نسمة)                                         | 11.53 مليون                                | 2.55 مليون                        |
| الكثافة السكانية (ن./كم²)                                 | 70.47                                      | 75.33                             |
| العاصمة                                                   | تونس                                       | كيشيناو                           |
| اللغة الرسمية                                             | اللغة العربية                              | اللغة المولدوفية، اللغة الرومانية |
| العملة                                                    | دينار تونسي                                | ليو مولدوفي                       |
| الناتج المحلي الإجمالي (بليون دولار)                      | 40.26 مليار                                | 8.13 مليار                        |
| الناتج المحلي الإجمالي (تعادل القوة الشرائية) بليون دولار | 129.05 مليار                               | 17.94 مليار                       |
| الناتج المحلي الإجمالي الاسمي للفرد دولار أمريكي          | 3.87 ألف                                   | 3.65 ألف                          |
| الناتج المحلي الإجمالي للفرد دولار أمريكي                 | 11.44 ألف                                  | 4.98 ألف                          |
| مؤشر التنمية البشرية                                      | 0.721                                      | 0.693                             |
| رمز المكالمات الدولي                                      | +216                                       | +373                              |
| رمز الإنترنت                                              | .tn                                        | .md                               |
| المنطقة الزمنية                                           | ت ع م+01:00، توقيت وسط أوروبا، ت ع م+02:00 | ت ع م+02:00، ت ع م+03:00          |

## منظمات دولية مشتركة
يشترك البلدان في عضوية مجموعة من المنظمات الدولية، منها:
| علم المنظمة | اسم المنظمة                               | تاريخ انضمام تونس | تاريخ انضمام مولدوفا |
| ----------- | ----------------------------------------- | ----------------- | -------------------- |
|             | يونسكو                                    | 8 نوفمبر 1956     | 27 مايو 1992         |
|             | الفريق المعني برصد الأرض                  | ?                 | ?                    |
|             | مؤسسة التمويل الدولية                     | 25 يوليو 1962     | 10 مارس 1995         |
|             | المركز الدولي لتسوية المنازعات الاستشارية | 14 أكتوبر 1966    | 4 يونيو 2011         |
|             | منظمة حظر الأسلحة الكيميائية              | ?                 | ?                    |
|             | مؤسسة التنمية الدولية                     | 30 ديسمبر 1960    | 14 يونيو 1994        |
|             | منظمة التجارة العالمية                    | ?                 | ?                    |
|             | وكالة ضمان الاستثمار متعدد الأطراف        | 7 يونيو 1988      | 9 يونيو 1993         |
|             | الاتحاد البريدي العالمي                   | ?                 | ?                    |
|             | الاتحاد الدولي للاتصالات                  | 14 ديسمبر 1956    | 20 أكتوبر 1992       |
|             | منظمة الشرطة الجنائية الدولية             | ?                 | ?                    |
|             | الأمم المتحدة                             | 12 نوفمبر 1956    | 2 مارس 1992          |
|             | البنك الدولي للإنشاء والتعمير             | 14 أبريل 1958     | 12 أغسطس 1992        |

## وصلات خارجية
- موقع وزارة الخارجية التونسية
- موقع وزارة الخارجية المولدوفية